# Rødøret terrapin
Rødøret terrapin (Trachemys scripta elegans) er en skildpadde, der er hjemmehørende i den sydlige og centrale del af Nordamerika og er meget nemt genkendelig på dens røde striber bag ved ørene.
Rødøret terrapin er en invasiv art  i danske søer, hvor folk der har haft dem som kæledyr har sat dem ud, når de ikke længere ville have dem.
Terrapinen trives fint nok i den danske natur, men det er ikke muligt for den at yngle i Danmark, da den danske sommer er for kold til at æggene kan udvikles. Længere sydpå findes der reproducerende bestande,  bl.a. i Tyskland.
Den lever i ferskvand og lever hovedsageligt af planteføde, men kan godt tage orme og snegle. Ungerne spiser haletudser og vandinsekter. Skildpadden bliver 20-30 cm lang.